# 8071 Simonelli
8071 Simonelli (1981 GO) là một tiểu hành tinh vành đai chính được phát hiện ngày 5 tháng 4 năm 1981 bởi E. Bowell ở trạm Anderson Mesa thuộc Đài thiên văn Lowell.